# Cabo Ruivo

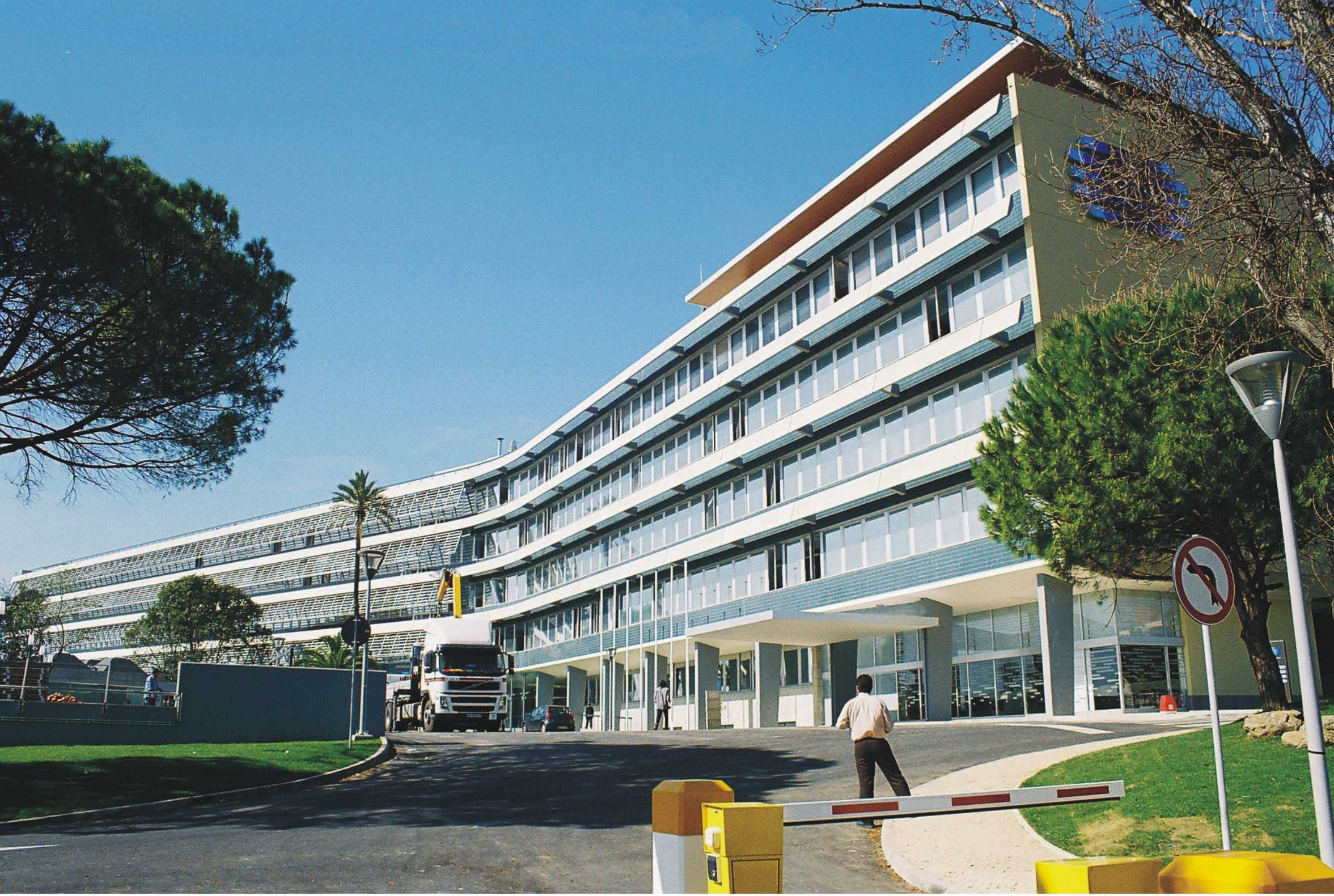
Sede da Rádio e Televisão de Portugal (RTP) em Cabo Ruivo.

Cabo Ruivo é a área em torno do Cabeço das Rolas, situada na frente rio de Lisboa entre a Matinha e Beirolas.
Nesta área estava instalada a refinaria da Sacor/Petrogal, o Depósito Geral de Material de Guerra, e outras indústrias. Existia ainda uma ponte-cais, com 300 m de frente acostável, para servir os petroleiros que abasteciam a refinaria.
Com a Expo '98 esta zona foi intervencionada, fazendo parte do programa ambiental, e era onde se encontrava a Porta Sul, da qual a antiga torre de cracking da refinaria fazia parte integrante. Em 31 de março de 2004, foi inaugurada a nova sede da Rádio e Televisão de Portugal.

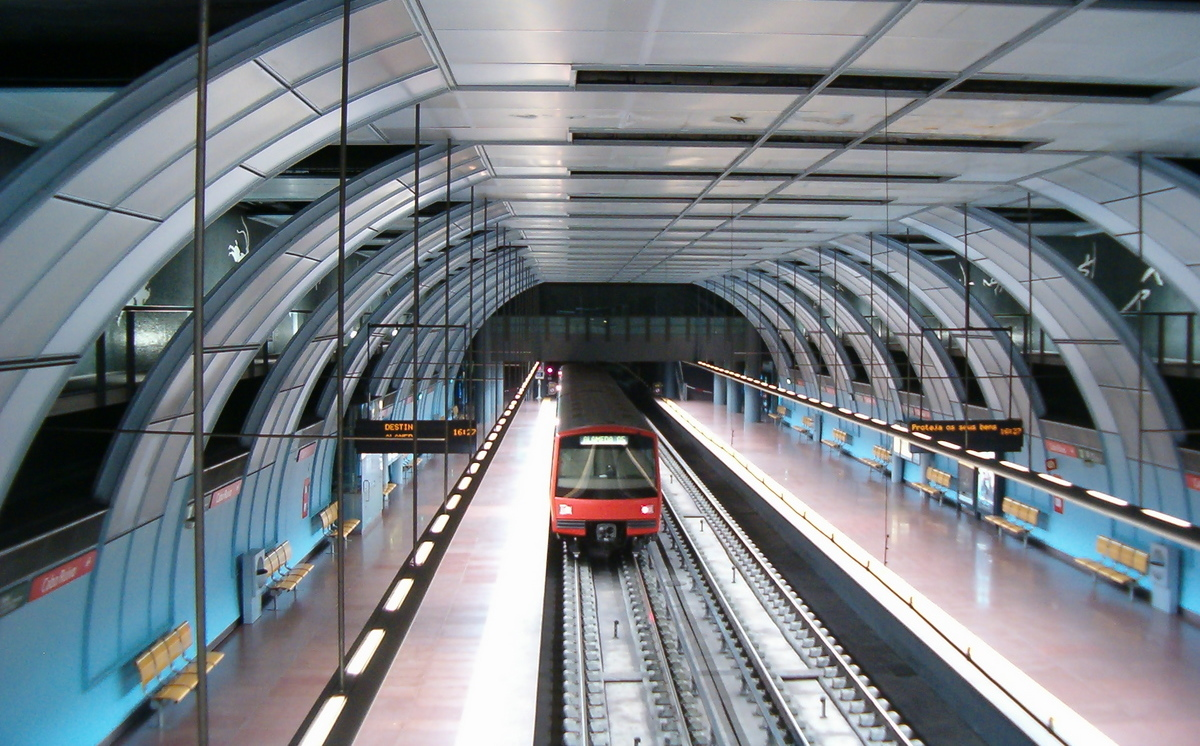
Estação de metro do Cabo Ruivo.

A origem do nome Cabo Ruivo parece estar relacionada com a cor da colina que domina a área, de tons vermelhos, a sua zona superior (topo) é designado Cabeço das Rolas.
Se atualmente está quase a 1 km do Rio Tejo, sobretudo por requalificações e terraplanagens de origem humana, até ao século XVIII o rio chegava ao seu sopé. Associado à sua localização, na zona onde o rio começa a inflectir de sentido norte-sul para este-oeste, esta elevação era uma marca cospícua para todos os que navegassem no Mar da Palha.
A região é servida pelas estações do metro de Chelas, Olivais e Cabo Ruivo.